# Korîst, Koreț
Korîst (în ucraineană Користь) este localitatea de reședință a comunei Korîst din raionul Koreț, regiunea Rivne, Ucraina.

## Demografie
Componența lingvistică a localității Korîst
     Ucraineană (99,25%)
     Alte limbi (0,76%)
Conform recensământului din 2001, majoritatea populației localității Korîst era vorbitoare de ucraineană (99,25%), existând în minoritate și vorbitori de alte limbi.